# Muhammad Said Khan
Muhammad Said Khan (+1788) fou un kan de Xirvan juntament amb el seu germà Aghasi Khan. Era membre de la tribu nòmada de Khanchobani (àzeri: Pastors del kan) i del clan Sarkar.
Els dos germans van lluitar contra el kan Hajji Muhammad Ali Khan, que havia estat imposat per Nadir Xah de Pèrsia. El 1765, mort Hajji, es van apoderar de Nova Shemakha i es van proclamar kans. Muhammad Said va tenir la capital a la vella Shemaka i el seu germà hauria quedat com a kan a la Nova Shemakha. El 1767 els kans de Quba (Fath Ali Khan o Fatali Khan) i de Shaki (Muhammad Huseyn Khan) van atacar Shamakha i els dos germans, agafats quan intentaven negociar, van haver de lliurar la ciutat (Muhammad Said fou enviat presoner a Derbent i Aghasi fou cegat i enviat a Kourou) i el kanat es va repartir entre Quba i Shaki.
El 1774 per una inversió d'aliances, Muhammad Said Khan i Aghasi Khan, amb el suport de Shaki i del kan àvar, van poder recuperar el poder, però el 1776 el kan de Quba els va expulsar altre cop. Amb el suport del kan de Shaki, el cec Aghasi Khan va seguir la lluita, i el seu germà Muhammad Said li va donar suport, fins que el 1785 tots foren completament derrotats per Fatali Khan de Quba. Aghasi Khan es va entregar al guanyador que es va emportar als seus dos fils a Quba, i més tard foren enviats a Bakú. També dos fills de Mohammed Said Khan, Mahommad Beg i Iskender Beg, foren enviats com a ostatges a Salyan. Poc abans de la seva mort, Fatali Khan el va fer matar a tots. Amb suport del kan de Karabagh i el kan de Talysh, el clan Sarkar va fer un darrer intent el 1786 però foren derrotats. El 1789 el seu fill Asgar Beg, amb suport de Karabagh, es va proclamar kan.